# Chaux-lès-Clerval
Chaux-lès-Clerval és un municipi francès situat al departament del Doubs i a la regió de Borgonya - Franc Comtat. L'any 2007 tenia 187 habitants.

## Demografia

### Població
El 2007 la població de fet de Chaux-lès-Clerval era de 187 persones. Hi havia 70 famílies de les quals 20 eren unipersonals (12 homes vivint sols i 8 dones vivint soles), 15 parelles sense fills, 27 parelles amb fills i 8 famílies monoparentals amb fills.
La població ha evolucionat segons el següent gràfic:
Habitants censats

### Habitatges
El 2007 hi havia 89 habitatges, 72 eren l'habitatge principal de la família, 9 eren segones residències i 8 estaven desocupats. 85 eren cases i 4 eren apartaments. Dels 72 habitatges principals, 66 estaven ocupats pels seus propietaris i 6 estaven llogats i ocupats pels llogaters; 6 tenien dues cambres, 10 en tenien tres, 13 en tenien quatre i 43 en tenien cinc o més. 62 habitatges disposaven pel capbaix d'una plaça de pàrquing. A 22 habitatges hi havia un automòbil i a 42 n'hi havia dos o més.

### Piràmide de població
La piràmide de població per edats i sexe el 2009 era:
| Homes | Edats   | Dones |
| ----- | ------- | ----- |
| 0     | 95 o +  | 0     |
| 0     | 90 a 94 | 0     |
| 4     | 85 a 89 | 4     |
| 0     | 80 a 84 | 8     |
| 4     | 75 a 79 | 4     |
| 4     | 70 a 74 | 0     |
| 4     | 65 a 69 | 4     |
| 4     | 60 a 64 | 4     |
| 12    | 55 a 59 | 8     |
| 12    | 50 a 54 | 12    |
| 4     | 45 a 49 | 16    |
| 4     | 40 a 44 | 4     |
| 4     | 35 a 39 | 0     |
| 0     | 30 a 34 | 4     |
| 4     | 25 a 29 | 8     |
| 8     | 20 a 24 | 4     |
| 0     | 15 a 19 | 4     |
| 4     | 10 a 14 | 0     |
| 0     | 5 a 9   | 4     |
| 4     | 0 a 4   | 0     |

## Economia
El 2007 la població en edat de treballar era de 118 persones, 85 eren actives i 33 eren inactives. De les 85 persones actives 75 estaven ocupades (48 homes i 27 dones) i 10 estaven aturades (3 homes i 7 dones). De les 33 persones inactives 13 estaven jubilades, 7 estaven estudiant i 13 estaven classificades com a «altres inactius».

### Ingressos
El 2009 a Chaux-lès-Clerval hi havia 79 unitats fiscals que integraven 203 persones, la mediana anual d'ingressos fiscals per persona era de 16.763 €.

### Activitats econòmiques
Dels 3 establiments que hi havia el 2007, 1 era d'una empresa extractiva i 2 d'empreses de construcció.
L'únic servei als particulars que hi havia el 2009 era una fusteria.
L'any 2000 a Chaux-lès-Clerval hi havia 4 explotacions agrícoles.

## Poblacions més properes
El següent diagrama mostra les poblacions més properes.